# George J. Banfield
Pour les articles homonymes, voir Banfield.
George J. Banfield (né le 7 décembre 1888 à Hackney et mort le 10 juin 1963 à Nice) est un réalisateur et producteur de cinéma britannique.

## Filmographie partielle

### Réalisateur
- 1928 : The Vanishing Hand
- 1928 : The Princes in the Tower
- 1928 : The Man in the Iron Mask
- 1928 : The Dance of Death
- 1928 : Lady Godiva
- 1928 : David Garrick
- 1928 : Spangles
- 1929 : The Burgomaster of Stilemonde (en)
- 1929 : Power Over Men (en)

### Producteur
- 1925 : Children of the Night No. 1
- 1925 : Children of the Night No. 2
- 1926 : Woodcroft Castle
- 1926 : Windsor Castle
- 1926 : The Tower of London
- 1926 : The Mistletoe Bough
- 1926 : The Legend of Tichborne Dole
- 1926 : Kenilworth Castle and Amy Robsart
- 1926 : Hampton Court Palace
- 1926 : Guy of Warwick
- 1926 : Glamis Castle
- 1926 : Bodiam Castle and Eric the Slender
- 1926 : Baddesley Manor: The Phantom Gambler
- 1926 : Ashridge Castle: The Monmouth Rebellion
- 1928 : The Man in the Iron Mask
- 1928 : Lady Godiva
- 1928 : The Mystery of the Silent Death
- 1928 : The Great Office Mystery
- 1928 : The Clue of the Second Goblet
- 1928 : Silken Threads
- 1928 : Sexton Blake, Gambler
- 1928 : Blake the Lawbreaker
- 1929 : The Burgomaster of Stilemonde (en)
- 1929 : Power Over Men (en)
- 1929 : The Adventures of Dick Turpin